# Дочь (река)
Дочь (укр. Доч) — река в Черниговской области Украины, левый приток реки Берёза (бассейн Днепра). Протяжённость 58 км. Площадь водосборного бассейна 1407 км². Уклон 0,5 м/км. Долина корытообразная, шириной до 2 км. Пойма двусторонняя, местами заболоченная. Русло достаточно извилистое. Используется для сельскохозяйственных нужд, водоснабжения.
Исток западнее села Митченки. Протекает по территории Бахмачского, Борзнянского, Менского районов Черниговской области.

## Притоки
- Левые: Борзна.